# Riksväg 11, Finland

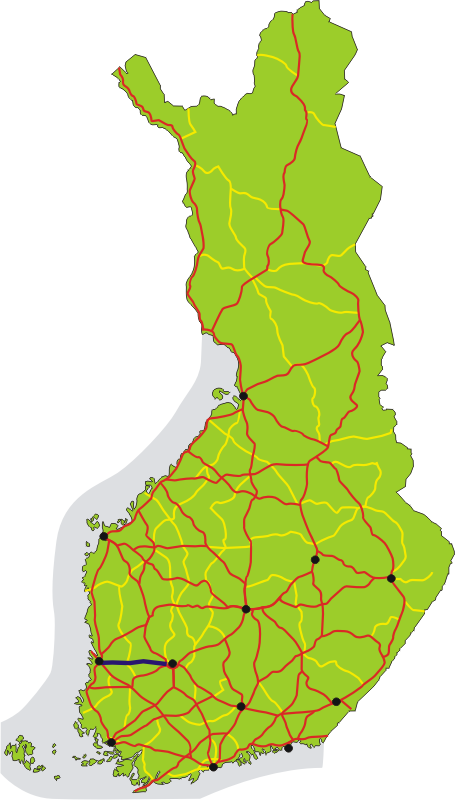
Riksväg 11 markerad med mörkblått på kartan

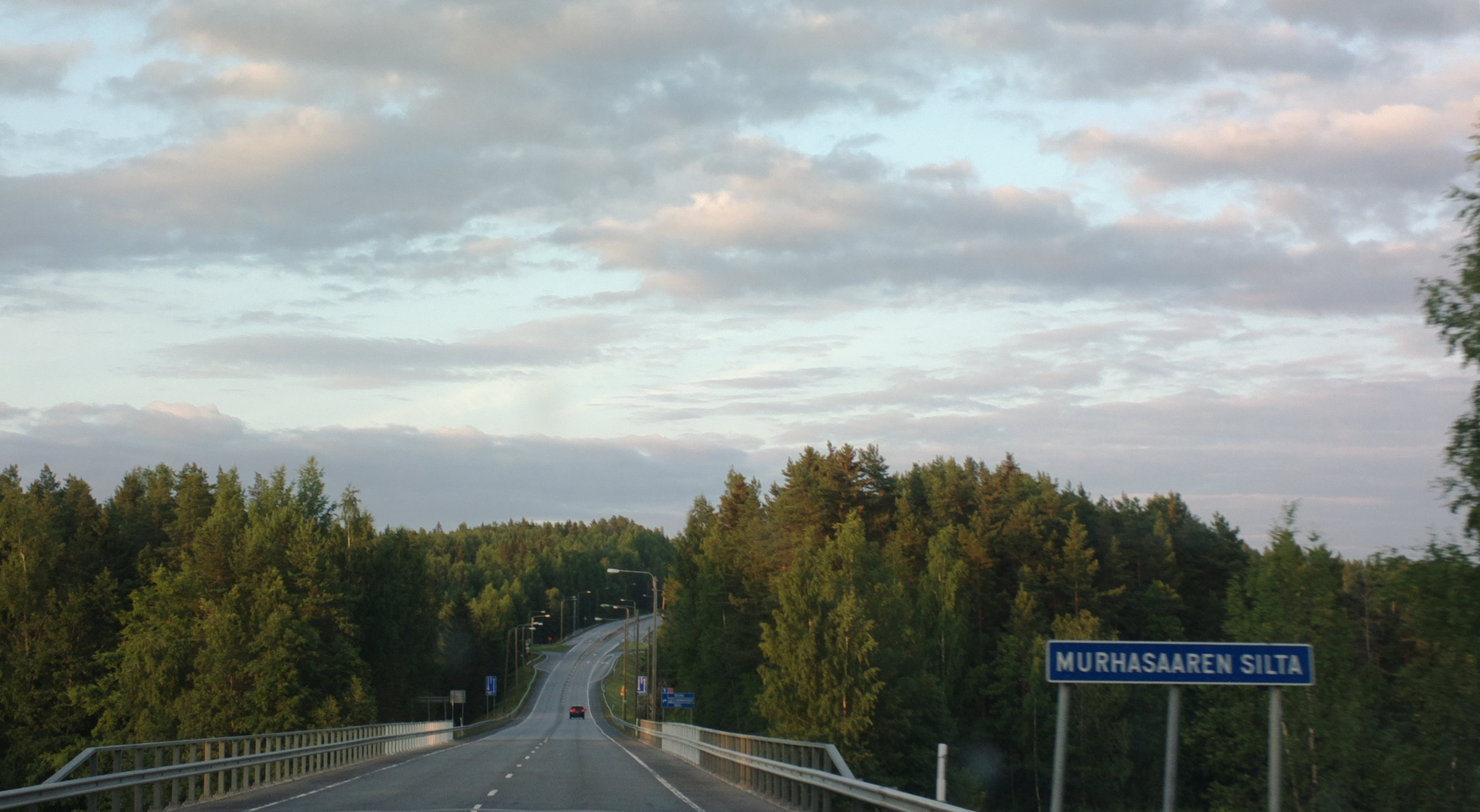
Murhasaaribron i Nokia.

Riksväg 11 är en av Finlands huvudvägar. Den går från Björneborg till Nokia som ligger nära Tammerfors.